# Hrachya Aghajanyan
Hrachya Aghajanyan (nacido el 27 de diciembre de 1979 en Armenia) es un diplomático de carrera armenio.
Hrachya Aghajanyan es casado y tiene una hija.
Es Embajador Extraordinario y Plenipotenciario de la República de Armenia al Reino de Dinamarca.

## Educación
Hrachya Aghajanyan habla inglés y ruso
En 2000 estudió licenciatura de Historia en la Universidad Estatal de Ereván.
En 2004 fue promovado como Ph.D. en historia de la Voronezh State University, 
Desde 2004 es Máster en Relaciones Exteriores de la Diplomatic Academy of the Ministry of Foreign Affairs of the Russian Federation. 

## Experiencia Profesional
De 2002 a 2005 fue director del Departamento "Autobahninvest-Centro" del Ministerio de Asuntos Exteriores de Rusia.
De 2005 a 2007 fue director del Gestión de residuos llamado »Национальный экологический промышленный альянс« (Ecológica Alianza Nacional Industrial) en el Departamento de Desarrollo en Moscú.
En 2007 fue asesor del vice primer ministro Gobierno de la República de Armenia.
De 2007 a 2010 fue presidente, miembro de la Junta de una Sociedad mercantil de Gestión de residuos en Moscú, (»Национальный экологический промышленный альянс« La »Национальный экологический промышленный альянс« consiste en cerca de 10 empresas independientes dedicadas a la gestión de la facturación de los consumidores de residuos sólidos en diversas ciudades de la Federación de Rusia (Moscú, Sankt-Petersburg, Vologda, Lipetsk, Chita, Barnaul, y Vorónezh). Esas empresas se dedican a la extracción, transporte, clasificación, sepultura (exploración vertederos) de los residuos sólidos, y el procesamiento de materiales secundarios (tales como papel, metal, plástico, y otros).
De 2010 a 2011 fue miembro de la Junta »Национальный экологический промышленный альянс«. 
El 17 de agosto de 2011, por el Decreto de Serzh Sargsián fue nombrado como Embajador Extraordinario y Plenipotenciario ante el Reino de Dinamarca
El 12 de marzo de 2012, por el Decreto de Serzh Sargsián, fue nombrado como Embajador Extraordinario y Plenipotenciario ante el Reino de Noruega (con la residencia en Copenhague). El 03 de mayo de 2012 fue acreditado ante el gobierno de Noruega en Oslo.

| Predecesor: Ara Ayvazyan | Embajador armenio en Copenhague 17 de agosto de 2011 | Sucesor: - |